# Aeschynomene marginata
Aeschynomene marginata är en ärtväxtart som beskrevs av George Bentham. Aeschynomene marginata ingår i släktet Aeschynomene och familjen ärtväxter. IUCN kategoriserar arten globalt som livskraftig.

## Underarter
Arten delas in i följande underarter:
- A. m. grandiflora
- A. m. marginata